# Sociální inženýrství (společenská věda)
Sociální inženýrství je praktická společenskovědní disciplína, která na základě vědeckých poznatků vytváří relevantní systém praktických direktiv a doporučení k dosažení společenských změn nebo (v užším pojetí) změn v chování a jednání jedinců nebo skupin. Toto pojetí sociálního inženýrství vykazuje rozdíl oproti pojetí sociálního inženýrství pomocí záměrné manipulace lidí za účelem zajištění bezpečnosti ve státě (viz heslo Sociální inženýrství (bezpečnost)). Sociální inženýr ovlivňuje postoje, sociální chování a řízení zdrojů ve velkém měřítku. Používá vědecké metody k analýze a pochopení sociálních systémů, aby došel ke správným rozhodnutím.
Rozhodování má potenciální vliv na miliardy lidí. Ferdinand Tönnies vyjádřil ve své studii The Present Problems of Social Structure, že společnost nemůže nadále fungovat na základě zastaralých metod sociální správy. K dosažení nejlepších výsledků, veškerá rozhodnutí musí být založena na nejpokročilejších metodách a musí zahrnovat statistická data. Jinými slovy sociální inženýrství je na údajích založený vědecký systém využitý k rozvinutí udržitelného plánu a dosažení rozumné správy zemských zdrojů.
Z různých důvodů získal termín negativní konotace. Prakticky však veškeré zákony hledají nebo mají za následek změnu chování a mohou tedy být do určité míry považovány za sociální inženýrství. Zákaz vraždy, znásilnění, odhazování odpadků jsou všechno zásady, které mají za snahu odradit od nežádoucího chování. Vlády také ovlivňují chování společnosti pomocí pobízení a odrazování zavedených například v ekonomických a daňových zásadách .

## Historie
Poprvé byl termín sociální inženýrství použit J. C. Van Markenem v eseji sociale ingenieurs z roku 1894 ve které vyjadřuje myšlenku, že moderní zaměstnavatelé potřebují asistenci specialistů (sociálních inženýrů) v řešení problémů planety, stejně tak jako potřebují technické inženýry k řešení problému s materiály, stroji a procesy.
Extrémně intenzivní sociální inženýrství se objevilo v zemích s totalitními systémy. V roce 1920 vláda Sovětského svazu začala kampaň k podstatné změně chování a ideálů sovětských občanů, k výměně starých společenských rámců carského Ruska za novou sovětskou kulturu a k vytvoření nového ideálu sovětského muže. Noviny, knihy, filmy a masové stěhování byly taktiky používané ke změně osobních hodnot a vztahů. Podobnými příklady jsou Velký skok vpřed a Kulturní revoluce v Číně a plán Rudých Khmerů na de-urbanizaci v Kambodži. Nacisté rovněž znali a využívali myšlenku ovlivňování politických názorů a redefinování osobních vztahů. Nacistická propaganda pod vedením Josepha Goebbelse byla synchronizovaný a efektivní nástroj pro vytváření všeobecného názoru ve společnosti. V Singapuru se vláda pomocí bytové politiky snaží o sociální kohezi a míšení různých ras a etnik.
Neautoritativní režimy se často spoléhají na více udržitelné sociální inženýrství, které vytváří postupné, ale ve výsledku dalekosáhlé změny. Sociální inženýrství může být používáno jako prostředek k dosažení širokého záběru výsledků. Diskuze o možnostech takové manipulace začala být zvláště aktivní po Druhé světové válce. S rozvojem televize a posléze internetu jako možných prostředků sociálního inženýrství diskuze nadále pokračuje a techniky sociálního inženýrství jsou součástí západního kapitalistického modelu (reklama).

## Myslitelé spjatí se sociálním inženýrstvím

### Auguste Comte
Zakladatel sociologie Auguste Comte zastával názor, že sociální inženýrství vyžaduje pevné teoretické základy, na nichž by bylo lze stavět. Nejprve však musí být vytvořeny obecné zákony, podobné těm v přírodních vědách. Poté bude díky komplexitě sociologie možné přetvářet společnost v mnoha rozličných oblastech. Vydobyté poznatky by podle Comta měly být užity k rekonstrukci společnosti. Varuje však před záměrnou manipulací s daty.
Comte se ohledně sociálního inženýrství dostal do konfliktu se svým současníkem Saint-Simonem, který viděl jako jediného reorganizátora stát.

### Karl Popper
Rakouský filozof Karl Popper se sociálnímu inženýrství věnuje především ve své knize Otevřená společnost a její nepřátelé. Dle Karla Poppera se sociální inženýrství dá považovat za opak historicismu. Rozdíl vidí především v pojetí sociálních jevů, nebo např. institucí. Historicismus se zabývá především historií, či vývojem a budoucností různých jevů, zatímco sociální inženýrství si klade za cíl zkoumat jevy v rámci jejich efektivity, prospěšnosti a jejich cílů.
Popper rozděluje sociální inženýrství do dvou odlišných směrů: utopistického a postupného.

#### Utopistické sociální inženýrství
Tento způsob sociálního inženýrství Popper poměrně jednoznačně kritizuje. Hlavní problém vidí v definitivnosti utopistických idejí, které utopističtí sociální inženýři následují i za cenu vynucování si změn ve společnosti za pomocí násilí. Jelikož takovéto cíle jsou celospolečenské a vždy dalekosáhlé, je nutno v jejich naplňování ignorovat, popřípadě potlačovat jakoukoliv jejich kritiku. Tyto utopické ideje mají vždy pevně daný a neměnný cíl.
Další problém vidí Popper ve faktu, že tyto změny potřebují vzhledem ke své monumentalitě silnou centralizovanou vládu několika jednotlivců, což často vede k diktatuře. Navíc podle Poppera společnost, jež neustále prochází různými politickými i jinými změnami, zákonitě ovlivňuje i vnímání utopistické ideje a tudíž i původní plán, který se proto přes všechny oběti nutně mění. Navíc se změnou ve vedení, jež nastává po nástupu nového sociálního inženýra, se málokdy zachová původní vize a tudíž se snižuje šance, že dojde k jejímu naplnění.

#### Postupné sociální inženýrství
Postupné sociální inženýrství je podle Poppera to správné a jediné relevantní. Následky jsou v případě neúspěchu jen minimální a lokální, navíc snadno napravitelné, zatímco v případě selhání utopistických snah dochází k drastickým změnám v celé společnosti a jako takové se napravují jen s obtížemi. Oproti utopickému sociálnímu inženýrství si postupné neklade za cíl najít univerzální návod ke štěstí společnosti. Naopak tento cíl pokládá za nesplnitelný a zaměřuje se spíše na dílčí, postupné kroky jak bojovat s jednotlivými zdroji lidského neštěstí, viz nezaměstnanost, sociální nerovnost, kriminalita atd.